# Bundesstraße 220
Pour les articles homonymes, voir Route 220.
La Bundesstraße 220 est une Bundesstraße du Land de Rhénanie-du-Nord-Westphalie.
Elle traverse le Rhin par le pont d'Emmerich.

## Source
- (de) Cet article est partiellement ou en totalité issu de l’article de Wikipédia en allemand intitulé « Bundesstraße 220 » (voir la liste des auteurs).

1. ↑  (de) « Die Bundes- und Reichsstraßen in Deutschland - Nr. 166 bis 327 » [archive du 18 février 2009], sur home.arcor.de (consulté le 16 juillet 2025)